# Gloria Naylor
Ne doit pas être confondu avec Gloria Gaynor.
Pour les articles homonymes, voir Naylor.
Gloria Naylor est une femme de lettres américaine née à New York le 25 janvier 1950 et morte à Christiansted le 28 septembre 2016.

## Biographie
Gloria Naylor est née en 1950 à Queens, un arrondissement de New York, où ses parents, originaires du Mississippi, s'étaient installés,.
Elle interrompt ses études secondaires après l'assassinat de Martin Luther King pour devenir  durant sept ans missionnaire des Témoins de Jéhovah, effectue divers petits métiers, avant de reprendre des études supérieures au Brooklyn College de l'université de la ville de New York, jusqu'en 1981, puis à l'université Yale jusqu'en 1983,
En parallèle, elle se lance dans l'écriture. Écrivaine afro-américaine, elle intègre dans ses œuvres romanesques de puissants portraits de femme noires, et dénonce l'exploitation des femmes,.
Son roman Les Femmes de Brewster Place (The Women of Brewster Place), le premier roman publié même s'il n'est pas le premier écrit, est un succès et remporte le National Book Award en 1983, dans la catégorie « Premier roman ». Il connaîtra ultérieurement une adaptation télévisée, avec Oprah Winfrey dans un des rôles principaux. D'autres publications suivent, bien accueillies. Alors que The Women of Brewster Place et Linden Hills s'inscrivaient dans une veine naturaliste, un peu à la façon de The Street d'Ann Petry, Mama Day s'inscrit davantage dans ce mouvement littéraire appelé le réalisme magique, et repose sur le lien avec la culture africaine.
Son dernier roman, 1996, a été publié par Third World Press en 2005. Dans ses mémoires fictifs, elle a écrit sur sa surveillance et son harcèlement de groupe par la NSA. "Mais ils disposent désormais d'une technologie capable de décoder les schémas cérébraux et de détecter ce que les gens pensent réellement", a-t-elle déclaré dans une interview accordée à NPR à propos de son roman. "Et ils disposent d'une autre technologie appelée audition par micro-ondes, grâce à laquelle ils peuvent réellement saisir des mots dans votre tête, en contournant vos oreilles.",
Elle meurt le 28 septembre 2016 à l'âge de 66 ans.

## Œuvre

### Romans
- The Women of Brewster Place (1982) Les Femmes de Brewster Place, traduit par Claude Bourguignon, Paris, Éditions Belfond, coll. « Littérature étrangère », 1987, 209 p.  (ISBN 2-7144-2044-3)[4] ; réédition, Paris, 10/18, coll. « Littérature étrangère » no 5135, 2016  (ISBN 978-2-264-06371-7)
- Linden Hills (1985) La Colline aux tilleuls, traduit par Gérard Defaux, Paris, Éditions Belfond, 1990, 368 p.  (ISBN 2-7144-2495-3)
- Mama Day (1988) Maman soleil, traduit par Jean-Pierre Carasso et Gérard Piloquet, Paris, Éditions Olivier Orban, coll. « US fiction », 1990, 338 p.  (ISBN 2-85565-606-0)
- Bailey's Cafe (1992) Bailey's Café,  traduit par Mimi et Isabelle Perrin, Paris, Éditions Gallimard, coll. « Du monde entier », 1994, 291 p.  (ISBN 2-07-073139-1)
- The Men of Brewster Place (1998)
- 1996 (2005)

### Autres publications
- The Meanings of a Word (1986)
- Children of the Night: The Best Short Stories by Black Writers, 1967 to the Present (1995)

### Adaptation à la télévision
- 1989 : The Women of Brewster Place (en), mini-série américaine réalisée par Donna Deitch, avec Oprah Winfrey